# Mitsunori Takaboshi
Mitsunori Takaboshi (Japans: 高星 明誠, Takaboshi Mitsunori) (Hiratsuka, 24 januari 1993) is een Japans autocoureur. In 2017 werd hij kampioen in het Japanse Formule 3-kampioenschap.

## Carrière
Takaboshi begon zijn autosportcarrière in het karting in 1998, waarin hij tot 2009 actief bleef. Hij reed vooral in Japanse kampioenschappen en won een aantal titels. In 2010 stapte hij over naar het formuleracing en kwam hierin uit in de Formula Challenge Japan, waar hij tot 2012 in reed. In zijn eerste seizoen scoorde hij geen punten en was een negende plaats op de Fuji Speedway zijn beste resultaat. In 2011 verbeterde hij zichzelf naar de zevende plaats in de eindstand met 22 punten en een podiumfinish. 2012 zou zijn beste seizoen in de klasse blijken, met twee overwinningen op de Twin Ring Motegi en de Suzuka International Racing Course, naast vier andere podiumplaatsen. Met 65 punten werd hij achter Nobuharu Matsushita en Ryō Hirakawa derde in de eindstand.
In 2013 maakte Takaboshi zijn Formule 3-debuut in het Japanse Formule 3-kampioenschap, waarin hij als protegé van Nissan voor het team NDDP Racing uitkwam in de nationale klasse. Hij won elf races in deze klasse en eindigde in de overige vier races als tweede, waardoor hij met 163 punten overtuigend kampioen werd. Zijn resultaten kwamen tevens in aanmerking voor de hoofdklasse, waar een viertal vijfde plaatsen zijn beste resultaten waren. Met 9 punten werd hij zodoende zevende in de eindstand.
In 2014 kwam Takaboshi uit in de hoofdklasse van de Japanse Formule 3, waarin hij reed voor het B-MAX Racing Team with NDDP. Hij won drie races op Suzuka, Fuji en Motegi en stond in vier andere races op het podium. Met 82 punten werd hij achter Nobuharu Matsushita en Kenta Yamashita derde in het klassement. Aan het eind van het jaar reed hij voor B-MAX tevens in de Grand Prix van Macau, die hij als achttiende finishte.
In 2015 won Takaboshi in de Japanse Formule 3 de seizoensopener in Suzuka, waar hij later in het jaar op het Okayama International Circuit nog twee zeges aan toevoegde. In de rest van het seizoen stond hij nog negen keer op het podium. Met 92 punten werd hij achter Nick Cassidy en Kenta Yamashita opnieuw derde in het kampioenschap. Daarnaast debuteerde hij dat jaar in de GT300-klasse van de Super GT bij NDDP Racing, waar hij een Nissan GT-R GT3 deelde met Kazuki Hoshino. Het duo won twee races op het Chang International Circuit en Autopolis, en scoorde op Fuji tevens een podium. Met 61 punten werden zij vierde in het eindklassement. Aan het eind van het jaar nam Takaboshi opnieuw deel aan de Grand Prix van Macau, maar hij finishte de race niet.
In 2016 maakte Takaboshi de overstap naar Europa, waarin hij deelnam aan zowel de Blancpain GT Series Sprint Cup als de Blancpain GT Series Endurance Cup voor het Nissan GT Academy Team RJN. In de Sprint Cup deelde hij een Nissan GT-R Nismo GT3 met Alex Buncombe, terwijl hij in de Endurance Cup dezelfde auto deelde met Buncombe en Lucas Ordóñez. In de Sprint Cup was een negende plaats in de kwalificatierace op het Circuit de Barcelona-Catalunya zijn beste klassering, waardoor hij puntloos op plaats 33 in het kampioenschap eindigde. In de Endurance Cup behaalde hij in de seizoensfinale op de Nürburgring een podiumfinish en werd zo met 39 punten negende in de eindstand. Daarnaast reed hij in de helft van de races van de Japanse Formule 3 bij het B-MAX Racing Team with NDDP, waarin hij twee races op Suzuka en een race op Okayama wist te winnen. Hoewel hij de helft van de races miste, werd hij met 42 punten vierde in het eindklassement achter Kenta Yamashita, Jann Mardenborough en Sho Tsuboi. In de Super GT reed hij tevens in drie races van de GT300-klasse bij het team Dijon Racing in een Nissan GT-R GT3, waar hij een auto deelde met Takayuki Aoki. Een tiende plaats op Motegi was zijn beste resultaat en hij werd met 1 punt 28e in het kampioenschap. Binnen de Super GT debuteerde hij ook in de GT500-klasse in de race op Suzuka bij het team MOLA, waar hij als eenmalige vervanger van Katsumasa Chiyo een Nissan GT-R deelde met Satoshi Motoyama. Zij eindigden de race als derde, waardoor Takaboshi zeventiende werd in de eindstand met 13 punten.
In 2017 keerde Takaboshi terug als fulltime coureur in de Japanse Formule 3 bij het B-MAX Racing Team with NDDP. Hij won zeven races: drie op Okayama, twee op Suzuka en twee op Fuji, en stond daarnaast in negen andere races op het podium. Met 148 punten werd hij kampioen in de klasse. Tevens keerde hij terug in de Super GT bij NDDP Racing en deelde opnieuw een Nissan GT-R GT3 met Kazuki Hoshino. Met een zesde plaats op Fuji als beste resultaat werd hij zeventiende in het eindklassement.
In 2018 kwam Takaboshi enkel uit in de Super GT, waarin hij definitief overstapte naar de GT500-klasse om bij het team Kondo Racing een Nissan GT-R te delen met João Paulo de Oliveira. Hun beste resultaten waren drie zesde plaatsen op Okayama, Fuji en het Sportsland SUGO, waardoor zij met 23 punten veertiende werden in het kampioenschap.
In 2019 bleef Takaboshi actief bij Kondo Racing in een Nissan GT-R, maar kreeg hij met Jann Mardenborough een nieuwe teamgenoot. De twee behaalden hun beste klassering met een vierde plaats op Chang, waardoor zij met 17 punten veertiende werden in de eindstand. Takaboshi nam daarnaast deel aan de SP9-klasse van de 24 uur van de Nürburgring voor Kondo Racing in een Nissan GT-R Nismo GT3, waarin hij negende werd.
In 2020 behaalde Takaboshi met Mardenborough slechts 4 punten in de Super GT met een tiende plaats op Fuji en een achtste plaats op Suzuka, waardoor zij negentiende werden in de eindstand. Dat jaar nam hij tevens deel aan het eerste raceweekend van de Japanse Formule 3, vanaf dit seizoen de Super Formula Lights geheten, op Motegi bij het team B-Max Racing, en behaalde een vijfde plaats en twee vierde plaatsen. Dat jaar debuteerde hij tevens in de Super Formula bij het team Buzz Racing with B-MAX in de race op Okayama, waarin hij veertiende werd.
In 2021 blijft Takaboshi actief in de Super GT, waar hij bij Kondo Racing een Nissan GT-R Nismo GT500 deelt met Daiki Sasaki.